# Kuenburgia vidua
Kuenburgia vidua är en tvåvingeart som beskrevs av Schmitz 1937. Kuenburgia vidua ingår i släktet Kuenburgia och familjen puckelflugor. Inga underarter finns listade i Catalogue of Life.